# Caenopedina mirabilis
Caenopedina mirabilis is een zee-egel uit de familie Pedinidae.
De wetenschappelijke naam van de soort werd in 1885 gepubliceerd door Ludwig Döderlein.